# Giuliana Longari
Giuliana Toro, coniugata Lóngari (Popoli, 5 settembre 1943), è un personaggio televisivo italiano, campionessa di Rischiatutto.

## Biografia
È nata in una famiglia benestante: suo padre era il produttore del noto liquore centerbe Toro. Dopo aver sposato un uomo che portava il cognome Longari, con il quale divenne pubblicamente conosciuta, si separò dal marito. È stata anche segretaria di produzione per Dino De Laurentiis e ha ricevuto una proposta dal regista Federico Fellini per il cast del celebre film Amarcord. È stata autrice e conduttrice di programmi radiofonici per la Rai, per poi passare ad una lunga collaborazione con Rai Teche.
È famosa per la sua partecipazione al quiz televisivo Rischiatutto, condotto da Mike Bongiorno. L'argomento da lei scelto era la storia della Repubblica Romana.
Esordì a Rischiatutto il 7 maggio 1970, sconfiggendo il campione in carica Ascanio De Gregorio, e rimase campionessa per 11 puntate, fino al 16 luglio dello stesso anno, giorno in cui fu sconfitta da Giuliana Boirivant; in totale vinse circa 13 milioni di lire in gettoni d'oro, una cifra notevole per l'epoca, che le consentì di acquistare una casa. Partecipò poi, nel 1972, alle fasi eliminatorie della finale tra i più grandi campioni delle prime tre edizioni di Rischiatutto, insieme ad Andrea Fabbricatore e Paolo Paolini; benché fosse in netto vantaggio nelle fasi iniziali, sbagliò la risposta ad una domanda relativa all'imperatore Diocleziano e fu eliminata.
Il suo nome è legato ad un celebre aneddoto, in realtà frutto di una leggenda metropolitana diffusasi alla fine degli anni settanta: a seguito di un errore della Longari nel rispondere a una domanda di carattere ornitologico (oppure, in base alle versioni, ad una domanda relativa al balletto L’uccello di fuoco di Igor' Fëdorovič Stravinskij o al pittore Paolo Uccello), Mike Bongiorno, noto gaffeur, avrebbe pronunciato la frase "Ahi! Ahi! Ahi! Signora Longari, mi è caduta sull'uccello!" Nonostante la popolarità raggiunta da tale diceria, sia la Longari che Bongiorno hanno dichiarato che non è mai accaduto nulla di simile e non è mai stata ritrovata alcuna registrazione video dell'episodio.
Il 29 novembre 1998 ha partecipato tra il pubblico allo speciale televisivo andato in onda su Canale 5 I tre tenori, omaggio a Mike Bongiorno, Corrado Mantoni e Raimondo Vianello, condotto da Enrico Mentana e Maurizio Costanzo. Nel 2011, a Pescara, è stata insignita dell'Arcolaio d'argento, un premio istituito dall'Unione Generale del Lavoro per «le donne abruzzesi che si sono distinte nei più svariati campi, spaziando dall'imprenditoria al volontariato». Il 21 aprile 2016 partecipò come concorrente speciale a una puntata della nuova edizione del Rischiatutto, condotta da Fabio Fazio e in onda su Rai 1.